# Спящата красавица (балет)
Вижте пояснителната страница за други значения на Спящата красавица.
Спящата красавица (на руски: Спящая красавица) е балет в три действия и пет картини, с пролог и апотеоз, по музика на Пьотър Илич Чайковски, либрето на Иван Всеволожки и хореография на Мариус Петипа. Либретото има за основа едноименната приказка на Шарл Перо, като либретистът включва герои и от другите известни приказки на писателя. За първи път е изпълнен през 1890 г. на сцената на Мариинския театър в Санкт Петербург и се радва на много голям успех. Оригиналната партитура на балета е с продължителност около 4 часа. Повечето балетни сцени представят Спящата красавица в съкратен вариант.

## История

### Създаване
През май 1888 г. Чайковски получава от директора на Имперския театър в Санкт Петербург – Иван Всеволожки, предложение да напише музика на балета, за който подготвя либрето по приказката на Шарл Перо. В писмо до композитора Всеволожки обяснява:
„Планирам да напиша либрето за приказката „Спящата красавица“ на Перо. Бих искал мизансцен в стила на Луи XIV, който ще бъде музикална фантазия в духа на Люли, Бах, Рамо и т.н. Ако тази идея Ви харесва, защо не напишете музиката? В последно действие трябва да има кадрили за всички приказни герои на Перо, вкл. Котарака в чизми, Малечко Палечко, Пепеляшка, Синята брада и др.“
Чайковски харесва поетичната тема, но след трудностите с първата постановка на „Лебедово езеро“, настоява на тясно сътрудничество с хореографа Мариус Петипа. Петипа също е дълбоко заинтересован от това сътрудничество, защото в последните години няма особени успехи и неговата позиция като първи балетмайстор на Мариинския театър е застрашена. Работата върху партитурата започва през есента на 1888 г. От Петипа Чайковски получава подробни инструкции за номерата в сцените на балета и ги следва много внимателно. Петипа се смята за съавтор на балета, а неговата хореография се оценява като енциклопедичен образец на класическия танц. Чайковски споделя, че това е най-доброто му произведение и е разбираемо учуден и разочарован, когато цар Александър III го описва като просто „много хубаво“.
Първите музикални скици се появяват през октомври 1888 г., но активният творчески процес е през зимата на 1889 г. За три седмици работа в село Фроловское композиторът написва цялата музика на интродукцията, пролога, първото и второто действие.
След този период Чайковски много пътува и работата върху Спящата красавица се забавя. Връща се във Фроловское на 31(19 по стар стил) май, отново е погълнат от балета, завършва го за десет дни и започва оркестрацията. Първите репетиции на оркестъра са през октомври 1889 г. Самият композитор смята, че работата върху балета му е отнела само 40 дни, като забравя да отчете отделеното му време при пътуванията през пролетта на 1889 г.
При започналите вече репетиции на спектакъла, по молба на Всеволожки и Петипа, се правят допълнения и промени на балетните номера.
Малко известен факт е, че 18-годишният Рахманинов аранжира част от балета. Чайковски желае оркестровка за четири ръце, която поради своята сложност трябва да се направи от „истински композитор“. Музикалният издател и приятел на Чайковски Пьотър Юргенсон препоръчва Рахманинов. Чайковски обаче не остава очарован от работата му и споделя, че аранжиментът страда от „пълна липса на смелост, инициатива и творчество!!! Чайковски моли известният пианист и диригент Александър Зилоти да преправи аранжимента. (По ирония на съдбата Зилоти е първи братовчед на Рахманинов.)

### Премиери в Русия
Премиерата на балета е на сцената на Мариинския театър в Санкт Петербург на 15 януари (3 по стар стил) 1890 г. Хореографията е на Мариус Петипа, диригент е Рикардо Дриго. Декори – Михаил Бочаров, костюми – Иван Всеволожки. В ролите са Карлота Брианца (прима на Болшой театър, специално привлечена за ролята на Аврора), Павел Гердт (Дезире), Мария Петипа (Фея Люляк), Енрико Чекети (Фея Карабос), Феликс Кшешински (Флорестан), Джузепина Чекети (кралицата). Спектакълът е феерия с богати костюми, декори, технически средства, за които не се жалят средства.
Първоначално балетът е приет със смесени чувства. Карлота Брианца е хвалена за брилянтната си техника и изпълнение, но бароковата сценографията на Всеволожки е критикувана като „натруфена“, а музиката като „прекалено сериозна“. Въпреки това, Спящата красавица жъне голям успех, сравним с този на операта Евгений Онегин. За първите две години е игран 50 пъти. Петипа си възвръща любовта на публиката и затвърждава позицията си като първи балетмайстор.
На сцената на Болшой театър в Москва балетът се поставя за първи път на 29 (17 по стар стил) януари 1899 г. от балетмайстора Александър Горски. В главните роли са Любов Рослалева (Аврора) и Иван Клюстин (Дезире).

### Премиери извън Русия
Извън Русия за първи път балетът е представен през 1896 г. в Милано, на сцената на Ла Скала в постановка на балетмайстора Джорджо Сарако. Аврора е изпълнена отново от Карлота Брианца.
В Лондон балетът се поставя от трупата на Сергей Дягилев Руски балет (Ballets russes). Представен е в театър „Алхамбра“ на 9 ноември 1921 г. под название Спящата принцеса. Използвана е хореографията на Петипа (запазена чрез метода на нотиране на Степанов) като в трето действие Бронислава Нижинска добавя арабския и китайския танц от „Лешникотрошачката“. Стравински оркестрира музиката за вариацията на Аврора във второ действие. Декорите и костюмите са на Леон Бакст. В ролите: Олга Спесивцева (Аврора), Пиер Владимиров (Дезире), Лидия Лопокова/Бронислава Нижинска (Фея Люляк), Станислав Идзиковски (Синята брада), Карлота Брианца (Карабос).
Първата британска постановка е на балетната трупа на театъра „Садлърс Уелс“ на 2 февруари 1939 г. под ръководството на Нинет дьо Валоа. В ролята на Аврора и Дезире са Марго Фонтейн и Робърт Хелпман. Сценографията е на Николай Сергеев (бивш сценограф на Болшой и отговорен за постановката на Дягилев в Лондон през 1921 г.) Със същата продукция Ковънт Гардън отваря врати след края на Втората световна война (20 февруари 1946 г.).
В САЩ балетът за първи път е представен в цялост от Филаделфския балет в Пенсилвания на 11 февруари 1937 г. Балетмайстор е Катрин Литълфийлд.

### Хореография на Нуреев
Рудолф Нуреев следва оригиналната хореография, но превръща приказното кралство на Петипа в истински кралски двор с етикет, ритуали и борба между доброто (Фея Люляк) и злото (Карабос) за съдбата на младата влюбена двойка. Карабос представлява изтънчения консерватизъм, а Люляковата фея – освободените млади аристократи. Ролята на Дезире също е усложнена.
Премиерата е в Миланската Скала на 22 септември 1966 г. В главните роли са Карла Фрачи (Аврора) и Нуреев (Дезире).а
| „             | Когато учех в Уфа, моят учител, който беше танцувал в Кировския балет, все ми повтаряше, че „Спящата красавица“ е „балетът на балетите“. По-късно, когато отидох в Кировския, открих какво върховно удоволствие беше този балет. „Спящата красавица“ на Чайковски и Мариус Петипа всъщност представлява върхът в класическия балет: с него балетът се доказва като едно от значимите изкуства. Той е историческо събитие: след него балетът започва да привлича всички велики композитори, които вече не се колебаят да работят с хореографите. | “ |
| Рудолф Нуреев | |   |

### В България
В България първото представление на „Спящата красавица“ е на сцената на Софийската опера на 25 февруари 1938 година. Хореограф е Макс Фроман, диригент – Асен Найденов, сценограф – Евгений Ващенко.
В ролята на принцеса Аврора е Елена Воронова, Фея Карабос – Макс Фроман, принц Дезире – Иван Сърмов.

### Пролог
Крал Флорестан XIV и кралицата празнуват раждането на първото им дете, принцеса Аврора. За големия бал по повод нейното кръщене са поканени много прекрасни феи. Всяка от тях носи за малката принцеса хубави дарове. Феята Люляк, която е с най-голямата вълшебна сила, е поканена за кръстница. Но преди тя да дари детето, в двореца изведнъж се стъмва. С гръм пристига злата фея Карабос с нейните слуги. Тя е много разгневена, защото церемониалмайсторът Каталабют е забравил да я покани. За отмъщение Карабос налага проклятие: Аврора да заспи вечен сън при първото убождане с игла. Феята Люляк няма силата да отмени проклятието, но може да го смекчи. След нейната намеса принцесата няма да спи вечно, а само до мига, когато един прекрасен принц я целуне. Кралят заповядва да се скрият всички игли.

### Първо действие
В градината на кралския дворец се подготвя празник по повод 20-ия рожден ден на принцесата Аврора (в някои постановки е 16-и или 18-и рожден ден). Каталабют забелязва сред гостите жени, които носят плетки и строго забранените игли. Ужасен, церемониалмайсторът ги арестува. Жените са заплашени със смъртно наказание. Влизат кралят и кралицата, придружени от четири принца, поклонници на принцесата. Те се намесват, жените са опростени, празненството продължава. Появява се Аврора със своята свита. Тя танцува със своите поклонници, танцуват пажовете и фрейлините. Принцесата забелязва старица, която има вретено в ръцете си. Аврора го взема, танцува с него и се убожда. Почва да танцува още по-бързо и изведнъж пада. Старицата се оказва феята Карабос, тя изчезва сред пушек. Появява се феята Люляк, нарежда да отнесат принцесата в замъка и приспива всички. Градината се превръща в гора.

### Второ действие
Минават сто години.

#### Първа картина
Принц Дезире и неговата дружина са на лов в гората. Те спират на една поляната за почивка. Всички танцуват и играят, девойките се опитват да привлекат внимание на принца. Принцът е тъжен, той не иска да продължава лова и остава сам. Появява се феята Люляк, тя разказва на принца за Аврора, пред него се появява нейният образ и той се влюбва в принцесата. Дезире моли феята да го заведе при Аврора. Те плуват в нейната лодка към омагьосания замък.

#### Втора картина
В кралския замък цари мрак и запустение. Охранява го злата фея Карабос. Пристигат феята Люляк и принцът Дезире. Карабос се опитва да скрие от тях Аврора, но Дезире успява да се приближи до нейното ложе. Той целува принцесата, лошата магия се разваля, всички се събуждат. Аврора вижда принца и се влюбва в него. Принц Дезире моли краля и кралицата за ръката на принцесата.

### Трето действие
В двореца отново е празник. Каталабют въвежда придворните и благородниците да поздравят краля и кралицата по повод сватбата на принца Дезире и принцесата Аврора. Пристигат феите на Златото, Среброто, Сапфирите и Диамантите. Те са съпроводени от героите на приказките: котаракът в чизми и бялата котка; пепеляшка и принц Фортюне; синята птица и принцесата Флорина; червената шапчица и вълкът; палечко малечко, неговите братя и Огр. Аврора танцува с Дезире. Гостите танцуват сарабанда. На края, съпроводена от свитата си, се появява феята Люляк и дава благословията на младите.

### Участници в сцените
Пълната хореография е 4 часа. Балетът обикновено се изпълнява в съкратен вариант и в спектаклите могат да липсват някои балетни номера, сцени и съответно участници.
| Кралския двор               | Феи               | Герои от други приказки |
| --------------------------- | ----------------- | ----------------------- |
| Принцеса Аврора             | Фея Люляк         | Принцеса Флорина        |
| Принц Дезире                | Фея Нежност       | Синя птица              |
| Крал Флорестан XIV          | Фея Плодородие    | Бялата котка            |
| Кралица                     | Фея Щедрост       | Червената шапчица       |
| Церемониалмайстор Каталабют | Фея Безгрижие     | Вълкът                  |
| Галифрон                    | Фея Смелост       | Пепеляшка               |
| Херцогиня                   | Фея Карабос       | Принц Фортюне           |
| Четирима кавалери           | Фея на Диамантите | Малечко Палечко         |
| Ловната дружина на принца   | Фея на Златото    | Огър                    |
| Фрейлини                    | Фея на Сапфирите  |                         |
| Пажове                      | Фея на Среброто   |                         |

## Музика

### Инструментация
Балетът е предназначен за изпълнение от голям оркестър.

- Струнни: цигулки I, цигулки II, виоли, виолончела, контрабаси
- Дървени духови: пиколо, 2 напречни флейти, 2 обоя, алтов обой, 2 кларинета (B, A), 2 фагота
- Медни духови: 4 валдхорни (F), 2 корнета (B, A), 2 тромпета (B, A), 3 тромбона, туба
- Перкусии: тимпани, триангел, дайре, малък барабан, чинели, голям барабан, гонг, глокеншпил
- Други: 2 арфи, пиано

### Музикални номера
В следващата таблица са представени музикалните номера, сцените, към които се отнасят, и темпото.
| Описание на номерата/сцените и темпото |
| --- |
| Увертюра |
| Първо действие |
| №1 Марш: Влизане на краля и придворните |
| №2 Сцена: Влизане на феите |
| №3 Pas de Six: Феите дават своите дарове 3 – 1. Интрада (Adagio) 3 – 2 Вариация 1 Фея Нежност 3 – 3 Вариация 2 Фея Плодородие 3 – 4 Вариация 3 Фея Щедрост 3 – 5 Вариация 4 Фея Безгрижие 3 – 6 Вариация 5 Фея Смелост 3 – 7 Вариация 6 Фея Люляк (Валс) 3 – 8 Кода |
| №4 Фея Люляк излиза |
| №5 Сцена: В градината на двореца |
| №6 Валс |
| №7 Сцена: Четиримата принца |
| №8 Pas d'action 8 – 1 Въведение (Andante) и Розово адажио 8 – 2 Танц на шаферките и пажовете 8 – 3 Вариация на Аврора 8 – 4 Кода |
| №9 Финална сцена: Фея Люляк се появява |
| Второ действие |
| Антракт & №10 Сцена |
| №11 Сляпа баба (Colin-Maillard) (Allegro vivo) |
| №12 Сцена (Moderato) 12 – 2 Танц на дукесата (менует) 12 – 3 Танц на баронесата (гавот) 12 – 4 Танц на графинята 12 – 5 Танц на маркизата |
| №13 Фарандола 13 – 1 Сцена 13 – 2 Мазурка |
| №14 Сцена: Пристигане на ловците |
| №15 Кода 15 – 1 Pas d'action. Vision 15 – 2 Вариация на Аврора (Allegro comodo) 15 – 3 Кода |
| №16 Сцена (Allegro agitato) |
| №17 Панорама (Andantino) |
| №18 Антракт (Andante sostenuto) |
| №19 Симфоничен антракт: Сънят на Аврора и сцена |
| №20 Финал: Разваляне на магията (Allegro agitato) |
| Трето действие |
| №21 Марш |
| №22 Полонез (Allegro moderato) |
| №23 Па-дьо-катр (Pas de Quatre) 23 – 1 Интрада (Allegro non tanto) 23 – 2 Фея Злато: Валс 23 – 3 Фея Сребро: Полка 23 – 4 Фея Сапфир 23 – 5 Фея Диамант 23 – 6 Кода                                                                                                 |
| №24 Характерен танц: Котаракът в чизми и Балата котка |
| №25 Па-дьо-катр (Pas de Quatre) 25 – 1 Адажио 25 – 2 Вариация 1 Пепеляшка и Принцът (Валс) 25 – 3 Вариация 2 Синята птица и Принцеса Флорина 25 – 4 Кода |
| №26 Характерен танц: Червената шапчица и Вълкът №26 Характерен танц: Пепеляшка и Принц Фортюне |
| №27 Беришон: Малечко Палечко |
| №28 Па-дьо-дьо 28 – 1 Аврора и Принц Дезире (Allegro and Waltz) 28 – 2 Антре 28 – 3 Адажио 28 – 4 Вариация на Принца 28 – 5 Вариация на Аврора 28 – 6 Кода |
| №29 Сарабанда |
| №30 Финал 31 – 1 Мазурка (Allegro brillante) 30 – 2 Апотеоз (Andante molto maestoso) |

## Галерия

### Представления
- Представления
- Брианца (Аврора) и Гердт (Дезире) в 3. д. в оригиналната продукция на Петипа, Мариински балет, 1890 г.
- Мария Петипа като Фея Люляк, Мариински балет, 1890 г.
- Енрико Чекети и Варвара Никитина като Синята птица и Принцеса Флорина, Мариински, 1890 г.
- Мария Петипа и Любов Вишневская, Мариински, 1890 г.
- Анна Йохансон (в средата), Мариински, 1892 г.
- Любов Рославлева като Аврора, Болшой театър, 1899 г.
- Лидия Лопокова като Аврора в продукцията на Дягилев, 1921 г.
- Александра Ансанели и Дейвид Макатели като Аврора и Дезире, Кралски балет, Лондон, 29.04.2008 г.
- Алина Сомова (Аврора) и Дейвид Холбърг (Дезире), Мариински театър, 2010 г.
- Дейвид Холбърг (Дезире), Болшой балет, 2010 г
- Вячеслав Лопатин (Синята птица) и Анастасия Сташкевич (Принцеса Флорина), Болшой, 2011 г.
- Екатерина Крисанова (Аврора), Болшой балет, 2012
- Бялата котка и Котаракът в чизми, Канзаски градски балет, 2017 г.
- Принцеса Флорина и Синята птица, Канзаски градски балет, 2017 г.
- Фея Карабос, Канзаски градски балет, 2017 г.

### Сценография на Леон Бакст
- Ескизи на Леон Бакст за продукцията на Дягилев, 1922 г.
- Декор за сцената с кръщенето
- Декор за сватбеното тържество
- Кралската градина
- Замъкът на спящата красавица
- Аврора
- Аврора
- Кралят
- Кралят в градината
- Кралицата в пролога
- Кралицата
- Кралицата
- Кралицата
- Каталабют
- Каталабют, сцена I.
- Каталабют
- Декор за Фея Люляк
- Паж на Фея Люляк
- Карабос
- Паж на Карабос
- Фея Карамфил
- Фея Планински прах
- Паж на Фея Планински прах
- Фея Череша
- Паж на Фея Череша
- Фея Богатство
- Паж на Фея Ела
- Паж на Фея Колибри
- Паж на Фея Канарче
- Принц Шарман (Чаровният принц)
- Принц Шарман (Чаровният принц)
- Фламандският годеник
- Английският годеник
- Испанският годеник (1916 г.)
- Кавалер (?)
- Принцеса Флорина
- Котаракът в чизми
- Вълкът (Червената шапчица)
- Шехерезада
- Източна принцеса
- Синята брада
- Арлекин
- Колумбина
- Китайка
- Китаец
- Иванушка глупака
- Галифрон, наставникът на принца
- Галифрон
- Паж
- Граф
- Графиня
- Графиня
- Баронеса
- Амазонка
- Паж
- Костюм за мазурка (жена)
- Костюм за мазурка (мъж)
- Костюм
- Член на ловната дружина на краля
- Ловец
- Шут
- Чернокож гард
- Чернокож гард
- Китайка
- Китаец
- Костюм
- Костюм
- Костюм
- Придворен
- Придворен

### Меморабилия
- Юбилейни монети, Серия Руски балет, 1995 г.
- 25 рубли, платина, реверс
- 50 рубли, платина, реверс
- 150 рубли, платина, реверс
- 10 рубли, злато, реверс
- 25 рубли, злато, реверс
- 50 рубли, злато, реверс
- 100 рубли, злато, реверс
- 3 рубли, сребро, реверс
- 100 рубли, сребро, реверс
- 5 рубли, паладий, реверс
- 10 рубли, паладий, реверс
- 25 рубли, паладий, реверс

- Пощенски марки
- Пощенска марка по случай 175-годишнината от рождението на Петипа, 1993 г.